# John Sullivan
John Sullivan (17 de febrer de 1740 – 23 de gener de 1795) va ser un general nord-americà en la Guerra d'Independència, delegat al Congrés Continental i jutge federal dels Estats Units.
Sullivan, el tercer fill d'immigrants irlandesos, va servir com a major general en l'Exèrcit Continental i com a Governador (o "President") de Nou Hampshire. Va comandar l'expedició Sullivan el 1779, una campanya contra els pobles iroquesos que havien pres les armes en contra dels revolucionaris nord-americans. Com a membre del Congrés, Sullivan va treballar estretament amb l'ambaixador de França.